# Zamek w Przyszowej
Zamek w Przyszowej – średniowieczny obiekt obronny na górze Łyżka koło wsi Przyszowa w powiecie limanowskim w województwie małopolskim. Obiekt ten został zaklasyfikowany jako zamek w Katalogu grodzisk i zamczysk w Karpatach (1993) J. Marszałka.
Na zachód od Przyszowej, na płaskim szczycie wysokiej góry nazywanej Łyżka (niekiedy także Wyżka, Wyszka lub Łyska) (807 m n.p.m.; niektóre źródła podają wysokość 802 m n.p.m.), znajdują się pozostałości wału ziemnego i suchej fosy; układ terenu sugeruje, że wały mogły być podwójne. Według miejscowych podań w XIII wieku schroniła się tu przed Tatarami wraz ze skarbcem klasztornym święta Kinga, żona Bolesława Wstydliwego, założycielka zakonu klarysek w Starym Sączu. Według podania nazwa góry pochodzi od srebrnej łyżki upuszczonej lub zgubionej przez świętą Kingę w chwili odejścia z tego miejsca. Legendy ludowe o skarbach klasztornych ukrytych przed Tatarami na górze Łyżka przytacza m.in. Żegota Pauli w pracy Podróże naukowe po Sądecczyznie.
W literaturze archeologicznej wysuwano przypuszczenie, że początkowo na górze Łyżka znajdował się obiekt obronny należący do kasztelanii sądeckiej, a później zameczek rycerski rodu posługującego się zawołaniem „Janina” lub „Jonina”, które dało początek herbowi Janina.
Słownik geograficzny Królestwa Polskiego i innych krajów słowiańskich wspomina, że według podań ludowych na górze Łyżka znajdują się „obszerne podziemia, dla bardzo ciasnych przejść i zepsutego powietrza niedostatecznie zbadane”. W dniu 28 listopada 2004 roku speleolodzy ze Stowarzyszenia Speleoklub Beskidzki zlokalizowali na wschodnim stoku góry, na wysokości 700 m n.p.m., niewielką jaskinię o głębokości ok. 2 m; otrzymała ona nazwę katalogową Schronisko z Lisem, gdyż w środku zauważono lisa.